# Deropeltis bueana
Deropeltis bueana es una especie de cucaracha del género Deropeltis, familia Blattidae.

## Distribución
Esta especie se encuentra en Camerún, Gabón y República Democrática del Congo.